# Sjenica
Sjenica (in serbo Сјеница?) è una città e una municipalità del distretto di Zlatibor nel sud-ovest della Serbia centrale, al confine con il Montenegro.